# Chrysostomos I.

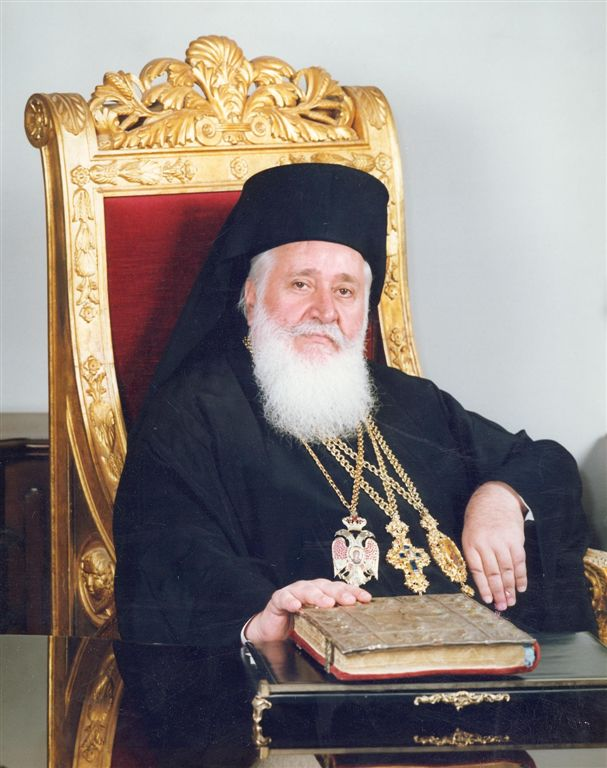
Chrysostomos I.

Chrysostomos I. (* 27. September 1927 in Statos, Bezirk Paphos; † 22. Dezember 2007) war ein zypriotischer Geistlicher und Erzbischof.
Chrysostomos I. studierte Theologie und Literatur an der Universität Athen. Im Februar 1951 wurde er zum Diakon und im Oktober 1961 zum Priester geweiht. 1968 wurde er zum Bischof von Constantia gewählt, bevor er im Juli 1973 Bischof von Paphos wurde. Chrysostomos I. war Nachfolger von Makarios III. und als Erzbischof von Zypern von 1977 bis 2006 Oberhaupt der zypriotisch-orthodoxen Kirche.
Er war seit einem Sturz 2000 gesundheitlich beeinträchtigt und konnte die Aufgaben der Verwaltung der Kirche von Zypern nicht mehr wahrnehmen. Nach Vermittlung des Ökumenischen Patriarchen von Konstantinopel Seine Allheiligkeit Bartholomäus I. konnte auf einer Sondersynode im November 2006 Seine Heiligkeit Chrysostomos II. (Englistriotis) als Nachfolger gewählt werden.